# 柳叶忍冬
柳叶忍冬（学名：Lonicera lanceolata）为忍冬科忍冬属的植物。分布于尼泊尔、不丹以及中国大陆的四川、西藏、云南等地，生长于海拔2,000米至3,900米的地区，多生于冷杉是可、针阔叶混交林、林缘和灌丛中，目前尚未由人工引种栽培。

## 异名
- Lonicera lanceolata Wall. var. glabra Chien ex Hsu et H. J. Wang